# Euxoa simplex
Euxoa simplex är en fjärilsart som beskrevs av Turati. Euxoa simplex ingår i släktet Euxoa och familjen nattflyn. Inga underarter finns listade i Catalogue of Life.